# 1803
1803 (MDCCCIII) je bilo navadno leto, ki se je po gregorijanskem koledarju začelo na soboto, po 12 dni počasnejšem julijanskem koledarju pa na četrtek.

## Dogodki
- Napoleon Bonaparte proda Louisiano Združenim državam Amerike.
- 30. september - Prvi sestanek Svetourbanske akademije o standardizaciji vzhodne slovenščine.

## Rojstva
- 12. maj - Justus von Liebig, nemški kemik († 1873)
- 14. maj - Salomon Munk, nemško-francoski orientalist judovskega rodu († 1867)
- 25. maj - Ralph Waldo Emerson, ameriški esejist, pisatelj, filozof († 1882)
- 29. november - Christian Andreas Doppler, avstrijski matematik, fizik († 1853)

## Smrti
- 9. april - Miháo Bakoš, madžarsko-slovenski pisatelj, prevajalec, učitelj, zalaski-šomodski dekan (* 1742)
- 18. avgust - James Beattie, škotski pesnik, pisatelj in razsvetljenski filozof (* 1735)
- 18. december - Johann Gottfried Herder, nemški pesnik, teolog, filozof (* 1744)